# Microchilo fulvizonella
Microchilo fulvizonella là một loài bướm đêm trong họ Crambidae.